# Jim Steranko
 (décembre 2012).
Jim Steranko ou James Steranko (né le 5 novembre 1938 à Reading, États-Unis) est un dessinateur ainsi qu'un scénariste et historien de comics. Il intègre Marvel en 1966.Il est célèbre pour son travail sur Nick Fury, Agent of S.H.I.E.L.D.

## Biographie
Steranko écrivant, encrant, et coloriant lui-même son travail, il était incapable de respecter les délais éditoriaux demandés. Il freina son activité dans la série régulière, et travailla sur des couvertures ou des projets spéciaux. Ne voulant pas se cantonner seulement aux comics, il décida d'éditer diverses œuvres, dont certains portfolio des acryliques de divers artistes. Puis il illustra les couvertures de nombreux albums reliés, dont ceux du fameux pulp The Shadow.
Steranko a créé en 1969 sa propre maison d'édition, Supergraphics. En 1970, il travaille sur un comic book distribué dans les écoles élémentaires sensibilisant les jeunes contre la drogue. En 1970 et 1972, Supergraphics publia deux volumes de The Steranko History of Comics, dans lesquels on retrouve des centaines de reproductions de couvertures en noir et blanc, une ré-impression d'une histoire complète de Le Spirit de Will Eisner, et divers interviews de scénaristes et dessinateurs de l'âge d'or des comics.
Avec Supergraphics, Jim Steranko créa un magazine appelé Comixscene (renommé Mediascene puis Prevue), qui fut d'abord un périodique parlant du monde des comics, mais évolua vers un magazine plus généraliste. Ce magazine exista de 1972 à 1994.
Steranko fut chargé du concept artistique de Les Aventuriers de l'arche perdue. C'est lui qui créa le look d'Indiana Jones ainsi que l'aspect visuel du film. Il a aussi aidé à faire le concept artistique autour du Dracula de Francis Ford Coppola. Brad Bird a avoué que l'œuvre de Steranko a été sa plus grande influence pour Les Indestructibles.

## Publications
Ordre chronologique. Œuvres réalisées pour Marvel Comics sauf précision.
- Spyman 1 (septembre 1966; Harvey Comics)[3]
- Spyman 2 (décembre 1966; Harvey Comics)[4]
- Double-Dare Adventures 1 (décembre 1966; Harvey Comics)[5]
- Strange Tales 151-153 (sur la base de croquis réalisés par Jack Kirby), 154-168.
- Nick Fury: Agent of S.H.I.E.L.D. 1-3, 5.
- The Incredible Hulk King-Size Special (octobre 1968)
- X-Men 50-51. (octobre-décembre 1968)
- Captain America 110-111, 113. (février-Mars, mai 1969)
- Tower of Shadows 1, histoire "At the Stroke of Midnight" (septembre 1969)
- Eerie  (Warren Publishing; janvier 1970)
- Our Love Story 5, histoire "My Heart Broke In Hollywood" (février 1970)
- Doc Savage (décembre 1972-février 1973)
- Shanna the She-Devil  (décembre 1972-février 1973)
- Supernatural Thrillers (décembre 1972-février 1973)
- Tex Dawson, Gunslinger  (janvier 1973)
- Fantastic Four  (Jan.-mars 1973)
- Creatures on the Loose  (Jan.-Mars 1973)
- Nick Fury and His Agents of SHIELD  (février-April 1973)
- Western Gunfighters  (Mars 1973)
- FOOM (été 1973)
- The First Kingdom 9 (1978)
- Marvel Comics Super Special
- Heavy Metal magazine, Vol. 5, #3-7, 10 (Juin-octobre 1981, Jan. 1982)
- The Fly (Archie Comics; Mai-Juil 1983)
- Epic Illustrated (Août 1983)
- Superman 400, histoire "The Exile at the End of Eternity" (DC Comics; octobre 1984)
- Nick Fury vs. S.H.I.E.L.D. (Juin 1988)
- The Green Hornet cover only, 1 (Now Comics, novembre 1989)
- The Superman Gallery one-shot, pinup  (DC Comics; 1993)
- Ray Bradbury Comics: Martian Chronicles 1 (Topps/Byron Preiss, juin 1994)
- Kabuki  (Image Comics, 1997)
- The Victorian  1 (Penny-Farthing Press; Mars 1999)
- Selina's Big Score  1 (DC Comics; juillet 2002)

## Prix et distinctions
- 1969 : Prix Alley du meilleur dessinateur, de la meilleure histoire pour « Today Earth Died » dans Strange Tales n°168 et de la meilleure couverture pour Nick Fury, Agent of S.H.I.E.L.D. n°6
- 1970 : Prix Alley de la meilleure histoire pour « At the Stroke of Midnight » dans Modèle:Tower of Shadows n°1 et de la meilleure couverture pour Captain America n°113.
- 1971 : Prix Shazam de l'accomplissement remarquable individuel pour The Steranko History of Comics
- 1973 :  Prix Saint-Michel du meilleur dessinateur extra-européen, pour l'ensemble de son œuvre
- 2003 : Prix Julie de la Dragon Con
- 2006 : Temple de la renommée Will Eisner

### Documentation
- Guillaume Laborie, Jim Steranko. Tout n'est qu'illusion, Les Moutons électriques, coll. « Bibliothèque des miroirs », 2009.